# أشلي روبرتس
أشلي روبرتس (بالإنجليزية: Ashley Roberts) (و. 1981 – م) هي مغنية، وممثلة، وعارضة، ومصممة رقص، وراقصة، وممثلة تلفزيونية، من الولايات المتحدة الأمريكية، ولدت في فينيكس، أريزونا.

## وصلات خارجية
- أشلي روبرتس على موقع IMDb (الإنجليزية)
- أشلي روبرتس على موقع روتن توميتوز (الإنجليزية)
- أشلي روبرتس على موقع ألو سيني (الفرنسية)
- أشلي روبرتس على موقع ميوزك برينز (الإنجليزية)
- أشلي روبرتس على موقع أول موفي (الإنجليزية)
- أشلي روبرتس على موقع ديسكوغز (الإنجليزية)
- أشلي روبرتس على موقع قاعدة بيانات الفيلم (الإنجليزية)
- أشلي روبرتس على موقع كينوبويسك (الروسية)